# قانون اساسی کرواسی

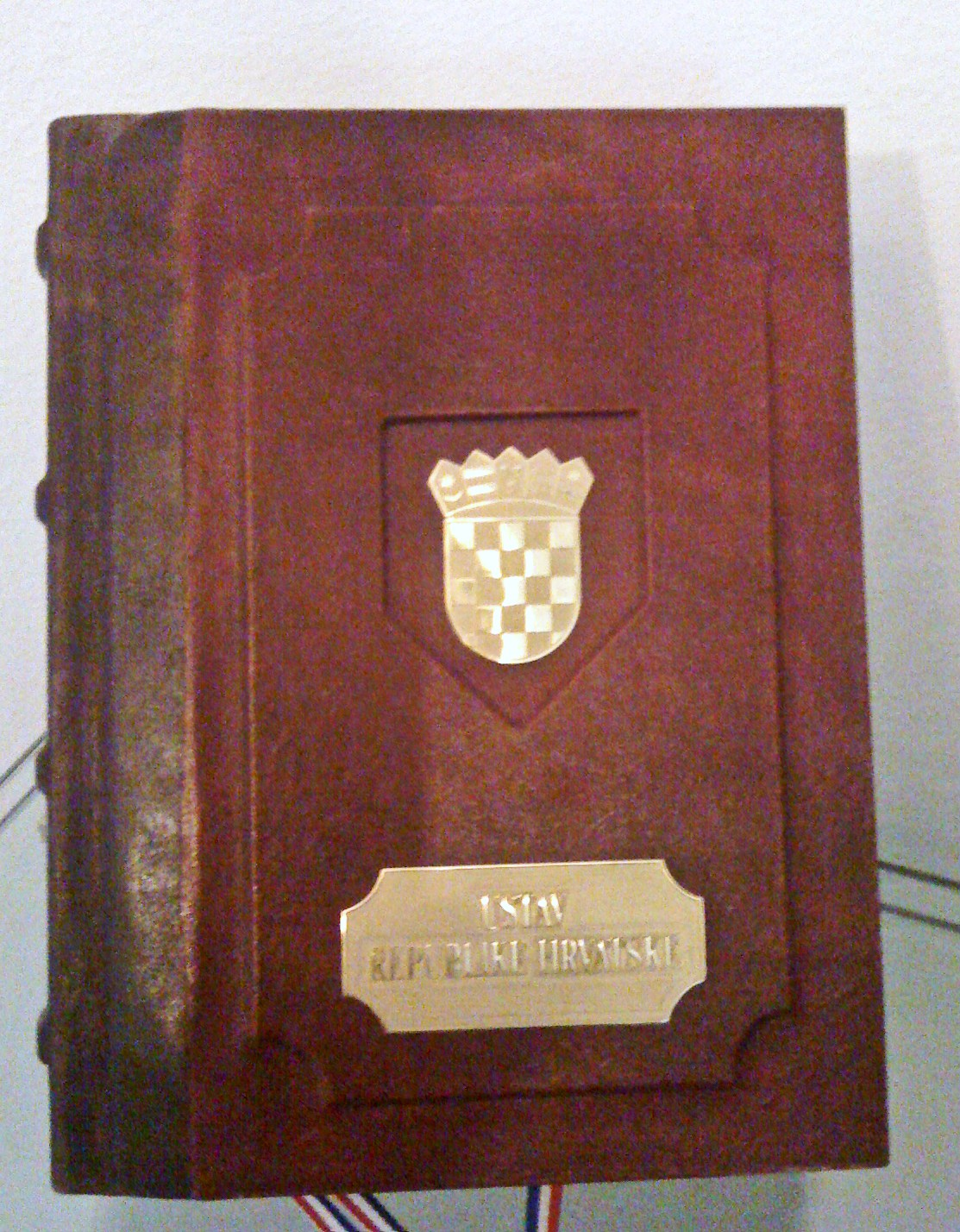
نسخه اصلی قانون اساسی که در مراسم تحلیف ریاست جمهوری در سالن بزرگ کاخ قانون اساسی به نمایش گذاشته شده است.

قانون اساسی کرواسی (انگلیسی: Constitution of Croatia) عالی‌ترین قانون کشور جمهوری کرواسی است.

## تاریخ
جمهوری سوسیالیستی کرواسی در زمانی که بخشی از جمهوری فدرال سوسیالیستی یوگسلاوی بود، قانون اساسی مخصوص به خود را در زیرمجموعه قانون اساسی یوگسلاوی داشت.
پس از برگزاری اولین انتخابات پارلمانی چند حزبی در آوریل ۱۹۹۰، پارلمان تغییرات متعددی در قانون انجام داد. در ۲۲ دسامبر ۱۹۹۰، پارلمان نظام تک‌حزبی کمونیستی را رد کرد و قانونی بر اساس سیستم لیبرال دموکراسی برای جمهوری کراوسی تصویب نمود. این سند همچنین گاهی با نام قانون اساسی کریسمس شناخته می‌شود. ([Božićni ustav] Error: {{Lang}}: متن دارای نشانه‌گذاری ایتالیک است (راهنما)).
این قانون اساسی در اوایل ۱۹۹۸ اصلاح شد.